# Visnums församling
Visnums församling var en församling i Östra Värmlands kontrakt i Karlstads stift i Svenska kyrkan. Församlingen låg i Kristinehamns kommun i Värmlands län och ingick i Kristinehamns pastorat. 1 januari 2025 uppgick församlingen i Kristinehamns församling.

## Administrativ historik
Församlingen hademedeltida ursprung. 
Församlingen var till 1962 moderförsamling i pastoratet Visnum och Visnums-Kil som från omkring 1500 till 1638 även omfattade Rudskoga församling. Från 1962 till 2006 var den moderförsamling i pastoratet Visnum, Visnum-Kil och Rudskoga som fram till 1970 även omfattade Södra Råda församling. Från 2006 ingick församlingen i Kristinehamns pastorat. 1 januari 2025 uppgick församlingen i Kristinehamns församling.

## Organister
| Period    | Namn                   | Levnadstid | Övrigt   |
| --------- | ---------------------- | ---------- | -------- |
| 1846-1906 | Erik Kristian Hedström | 1820-1906  | Organist |

## Series pastorum
| Period    | Namn                         | Levnadstid | Övrigt |
| --------- | ---------------------------- | ---------- | ------ |
|           | Petrus Laurentii             |            |        |
|           | Laurentius Olai              |            |        |
|           | Erlandus Gudmundi            |            |        |
|           | Nicolaus Sunonis             |            |        |
|           | Olavus Laurentii Falkovius   |            |        |
| 1610-1635 | Laurentius Beronis den äldre |            |        |
|           | Laurentius Beronis den yngre |            |        |

## Kyrkor
- Visnums kyrka
- Björneborgs kyrka